# Blepisanis pseudolateralis
Blepisanis pseudolateralis är en skalbaggsart som först beskrevs av Stefan von Breuning 1954.  Blepisanis pseudolateralis ingår i släktet Blepisanis och familjen långhorningar. Inga underarter finns listade.